# Jamālābād-e Ḩallāj
Jamālābād-e Ḩallāj (persiska: جمال آباد حلاج) är en ort i Iran.   Den ligger i provinsen Gilan, i den nordvästra delen av landet, 210 km nordväst om huvudstaden Teheran. Jamālābād-e Ḩallāj ligger 297 meter över havet och antalet invånare är 245.
Terrängen runt Jamālābād-e Ḩallāj är varierad.Runt Jamālābād-e Ḩallāj är det ganska glesbefolkat, med 35 invånare per kvadratkilometer. Närmaste större samhälle är Lowshān, 7,9 km sydost om Jamālābād-e Ḩallāj. Trakten runt Jamālābād-e Ḩallāj består i huvudsak av gräsmarker.